# Karl Alzner
Karl Alzner (ur. 24 września 1988 w Burnaby) – kanadyjski hokeista występujący na pozycji obrońcy. Draftowany w 2007 roku w pierwszej rundzie przez zespół Washington Capitals, gdzie występuje do dzisiaj.

## Kariera klubowa
- Calgary Hitmen (2004–2008)
- Washington Capitals (od 2008)
  -  Hershey Bears (2008–2010)